# Beljanka
Il Beljanka (in russo Белянка?) è un fiume della Russia siberiana orientale, affluente di destra della Lena. Scorre nel Kobjajskij ulus della Sacha (Jacuzia).

## Descrizione
Il fiume ha origine dalla confluenza dei due rami sorgentizi Munni (103 km) e Tagyndja (73 km) che scendono dai monti Munnijskij (Муннийский Хребет). La lunghezza del Beljanka è di 114 km, l'area del suo bacino è di 4 560 km². Il fiume scorre in direzione sud e incontra la Lena a 1 277 km dalla sua foce. 